# 陈立 (心理学家)
陈立（1902年7月22日—2004年3月18日），字卓如，男，湖南平江人，中国心理学家、教育家，中国近代工业心理学的先驱。

## 生平
陈立早年曾就读于武昌博文书院，1924年考入沪江大学理化专业。1928年毕业后回母校武昌博文书院任教。1930年考取公费留学，赴英国伦敦大学学习心理学，师从心理学家查尔斯·斯皮尔曼。1933年获心理学博士学位，此后先后任职于英国工业心理学研究所、柏林大学心理研究所。
1934年底回到中国，出任清华大学与中央研究院心理研究所合聘的工业心理研究员。1939年在竺可桢邀请下，赴浙江大学担任教育系心理学教授。1952年院系调整后，任教于浙江师范学院。此后曾出任浙江师范学院院长。1958年学校更名为杭州大学，他于1979年出任校长。1980年，他参与创立的杭州大学工业心理学专业是中国第一个工业心理学专业。退休后，任杭州大学名誉校长。
2004年3月18日，在杭州逝世，终年103岁。

## 社会兼职
曾任浙江省人大代表，浙江省政协常委、副主席，全国政协委员，九三学社中央常委，九三学社浙江省委主委、名誉主委，中国心理学会副理事长，中国人类工效学会理事长，浙江省科协名誉主席等职。